# Der Athen-Krimi – Trojanische Pferde
Der Athen-Krimi – Trojanische Pferde ist ein Fernsehfilm von Marc Brummund aus dem Jahr 2016 mit Francis Fulton-Smith und Waldemar Kobus in den Hauptrollen. Das Drehbuch zum Film haben Claus Cornelius Fischer und Markus B. Altmeyer geschrieben. Der Film wurde am 28. Januar 2016 in Das Erste zur Hauptsendezeit erstmals ausgestrahlt.
Der Hauptdarsteller Francis Fulton-Smith ist mit seiner Produktionsfirma Little Door Films auch gleichzeitig Produzent des Films, in Zusammenarbeit mit Action concept.

## Handlung
Max Richter, ein deutscher Hauptkommissar, tritt seinen Dienst bei der Athener Polizei an. Familienbande – seine Mutter war Griechin und seine Schwester lebt in Athen – haben ihn hierher verschlagen. Sein erster Fall ist der Mord an einer Sängerin.
Die Zusammenarbeit mit seinen griechischen Kollegen gestaltet sich zunächst holprig, da es hüben wie drüben Vorurteile gibt. Auch muss Richter einem Korruptionsvorwurf gegen die griechische Polizei nachgehen und dass sein neuer Kollege Hauptkommissar Petros Makropoulos und seine Schwester ein Paar sind, macht die Arbeit auch nicht leichter.
Im Laufe der Ermittlungen in dem Mordfall wird Richter immer klarer, dass nicht Makropoulus derjenige ist, den er überwachen müsste. Sondern es ist sein neuer Chef, Kriminaldirektor Ritsos. Der macht gemeinsame Sache mit Victoria Pappas, die ihre Hilfsorganisation missbraucht, um illegale Waffengeschäfte zu organisieren und dazu auch griechische Polizisten großzügig entlohnt.
Ein junger Grieche, Vaggelis Karadimas, wird verdächtigt die Sängerin Sofia getötet zu gaben, da er mit ihr befreundet und zur Tatzeit aus ihrer Wohnung geflüchtet war. Dass die zwei Fälle, der Mord und die Waffengeschäfte, zusammenhängen, wird den Kommissaren immer klarer: Makropoulos’ Tochter Eleni berichtet als engagierte Fernsehjournalistin über die Leukämieerkrankung des kleinen Bruders von Karadimas, welcher dringend behandelt werden muss. Sie haben aber kein Geld mehr für weitere Untersuchungen und die lebensnotwendige Knochenmarktransplantation. Deshalb will Vaggelis Victoria Pappas mit gestohlenen Frachtpapieren erpressen, die den Waffenschmuggel belegen. Pappas lässt sich allerdings nicht darauf ein und schickt die korrupten Polizisten, um Karadimas ruhig zu stellen. Die für ihn gedachte Patrone trifft aber nicht ihn, sondern die Sängerin, die daraufhin stirbt.

## Hintergrund
Der Film wurde vom 27. Mai bis 30. Juni 2015 in Athen und Umgebung gedreht.
Er nimmt humorvoll die griechisch-deutschen Vorurteile aufs Korn und webt Berufs- und Privatleben der beiden Protagonisten geschickt darin ein. Ein kurzweiliges Krimivergnügen vor der interessanten Kulisse Athens. Fulton-Smith überzeugt nicht nur als Schauspieler, sondern auch mit seiner ersten großen Arbeit als Produzent. Er wurde unter dem Aspekt einer Filmreihe produziert und im Rahmen der Reihe „Das Erste-Donnerstags-Krimi“ ausgestrahlt.
Die ARD entschied aufgrund mangelnder Zuschauerresonanz keine weiteren Filme des Athen-Krimi zu drehen.

## Rezeption

### Einschaltquoten
Die Erstausstrahlung von Trojanische Pferde am 28. Januar 2016 auf das Erste erreichte 4,40 Millionen Zuschauer, was einem Marktanteil von 13,1 Prozent entsprach.

### Kritiken
Tilmann P. Gangloff meinte auf tittelbach.tv zu diesem Krimi: „In der neuen Reihe ‚Athen-Krimi‘ spielt er den deutsch-griechischen Kommissar Max Richter, der bei seinem ersten Auftritt Waffenschiebereien zwischen einstigen LKA-Kollegen und einer angesehenen Athener Verlegerin aufdeckt. Waldemar Kobus ist Richters einheimischer Partner, der mit seiner Gemütlichkeit die pure Provokation für den tugendhaften Kollegen darstellt. Ein reizvolles Gespann mit Potenzial. Ordentlicher Auslandskrimi auf handwerklich hohem Niveau.“
Die Kritiker der Fernsehzeitschrift TV Spielfilm vergeben nur eine mittlere Wertung (Daumen gerade) und schrieben: „Der Auftakt zur neuen Europa-Krimireihe der Degeto ist eher schlicht inszenierte Kost mit Humor der Marke: Ein Deutscher spielt einen Griechen, der Deutsche nicht mag. Da ist noch Luft nach oben!“ Fazit: „‚Grenzüberschreitung‘ der etwas biederen Art.“
Focus.de wertete: „Die Dialoge sind nur mäßig originell und witzig, und griechisch sind höchstens die Namen. Die Schauspieler agieren routiniert: Waldemar Kobus sieht eher aus wie ein grundsolider Kriminalrat aus einem Vorabend-Krimi, und Sabin Tambrea als blasser Nerd ohne Familie ähnelt mehr einem Schweden, der zu wenig Sonne abbekommen hat. Da hilft auch die Sonnenbrille im Büro nichts. Allein Andrea Sawatzki in einem Gastauftritt als böse Verlegerin vermag zu überzeugen.“